# Мина, Алберту
Албе́рту Ми́на (порт.-браз. Alberto Mina; род. 2 мая 1982, Кампина-Гранди) — бразильский боец смешанного стиля, представитель полусредней весовой категории. Выступает на профессиональном уровне начиная с 2005 года, известен по участию в турнирах бойцовской организации UFC. Обладатель чёрных поясов по бразильскому джиу-джитсу и дзюдо.

## Биография
Алберту Мина родился 2 мая 1982 года в городе Кампина-Гранди штата Параиба, Бразилия. В возрасте пяти лет начал серьёзно заниматься дзюдо, проходил подготовку под руководством местного тренера Роберту Фиалью и уже в юности показывал достаточно высокие результаты. В 1997 году переключился на бразильское джиу-джитсу и здесь тоже добился больших успехов. Впоследствии в обеих этих дисциплинах удостоился чёрных поясов.

### Начало профессиональной карьеры
Дебютировал в смешанных единоборствах на профессиональном уровне в мае 2005 года, заставил своего соперника сдаться в первом же раунде с помощью успешно проведённого рычага локтя. Дрался в небольших промоушенах преимущественно на территории Бразилии и Англии, также выступил на турнирах в Греции и Сингапуре — из всех поединков неизменно выходил победителем.

### Ultimate Fighting Championship
Имея в послужном списке десять побед и ни одного поражения, Мина привлёк к себе внимание крупнейшей бойцовской организации мира Ultimate Fighting Championship и в январе 2014 года подписал с ней долгосрочный контракт. Его дебют в октагоне UFC должен был состояться уже в марте, однако американец Зак Каммингс не смог уложиться в лимит полусреднего веса, а выступать в промежуточной весовой категории команда Мины отказалась. Таким образом, его первое выступление в организации перенеслось на август — изначально в качестве соперника планировался канадец Шелдон Уэсткотт, но тот снялся с боя из-за травмы и был заменён японцем Синсё Андзаи. В итоге Мина выиграл у Андзаи техническим нокаутом в первом раунде и заработал бонус за лучшее выступление вечера.
В ноябре 2015 года на турнире в Южной Корее Алберту Мина встретился с другим японцем Ёсихиро Акиямой, титулованным дзюдоистом и гораздо более опытным бойцом ММА. Противостояние между ними продлилось все три раунда, по окончании которых судьи раздельным решением отдали победу бразильскому бойцу.
В июле 2016 года Мина вышел в клетку против американского ветерана Майка Пайла и отправил его в нокаут во втором раунде.
Первое в профессиональной карьере поражение потерпел в мае 2018 года, единогласным решением судей от россиянина Рамазана Эмеева.

## Статистика в профессиональном ММА
| Боёв 14  | Побед 13 | Поражений 1 |
| -------- | -------- | ----------- |
| Нокаутом | 6        | 0           |
| Сдачей   | 6        | 0           |
| Решением | 1        | 1           |

| Результат | Рекорд | Соперник            | Способ                 | Турнир                                  | Дата             | Раунд | Время | Место                    | Примечание          |
| --------- | ------ | ------------------- | ---------------------- | --------------------------------------- | ---------------- | ----- | ----- | ------------------------ | ------------------- |
| Поражение | 13-1   | Рамазан Эмеев       | Единогласное решение   | UFC 224                                 | 12 мая 2018      | 3     | 5:00  | Рио-де-Жанейро, Бразилия |                     |
| Победа    | 13-0   | Майк Пайл           | KO (удары)             | UFC Fight Night: dos Anjos vs. Alvarez  | 7 июля 2016      | 2     | 1:17  | Лас-Вегас, США           |                     |
| Победа    | 12-0   | Ёсихиро Акияма      | Раздельное решение     | UFC Fight Night: Henderson vs. Masvidal | 28 ноября 2015   | 3     | 5:00  | Сеул, Южная Корея        |                     |
| Победа    | 11-0   | Синсё Андзаи        | TKO (удары руками)     | UFC Fight Night: Bisping vs. Le         | 23 августа 2014  | 1     | 4:17  | Макао, Китай             | Выступление вечера. |
| Победа    | 10-0   | Гленн Спарв         | TKO (удары руками)     | Rebel FC 1                              | 21 декабря 2013  | 1     | 2:44  | Каланг, Сингапур         |                     |
| Победа    | 9-0    | Бой Эгглс           | Сдача (рычаг локтя)    | UFG 1                                   | 7 августа 2011   | 1     | 3:11  | Калитея, Греция          |                     |
| Победа    | 8-0    | Дин Амасингер       | TKO (удары руками)     | UCMMA 10                                | 6 февраля 2010   | 3     | 2:17  | Лондон, Англия           |                     |
| Победа    | 7-0    | Эдгелсон Луа        | Сдача (рычаг локтя)    | UCMMA 10                                | 24 октября 2009  | 1     | 3:26  | Лондон, Англия           |                     |
| Победа    | 6-0    | Стивен Эллиотт      | Сдача (удушение сзади) | Cage Rage 28                            | 20 сентября 2008 | 1     | 2:55  | Лондон, Англия           |                     |
| Победа    | 5-0    | Мишел Робейру       | TKO (отказ)            | MCVT                                    | 28 декабря 2006  | 3     | 1:31  | Жуан-Песоа, Бразилия     |                     |
| Победа    | 4-0    | Хосе Энрике Антон   | Сдача (удушение сзади) | ZTFN 2                                  | 25 июня 2006     | 1     | 1:34  | Лондон, Англия           |                     |
| Победа    | 3-0    | Микаэль Сломчинский | Сдача (кимура)         | Intense Fighting 3                      | 1 апреля 2006    | 1     | 3:55  | Питерборо, Англия        |                     |
| Победа    | 2-0    | Мишел Рибейру       | TKO (удары руками)     | Instigação Combat 1                     | 5 октября 2005   | 1     | 3:29  | Кампина-Гранди, Бразилия |                     |
| Победа    | 1-0    | Жеферсон Фибиру     | Сдача (рычаг локтя)    | Cage Fight Nordeste                     | 31 мая 2005      | 1     | 3:37  | Кампина-Гранди, Бразилия |                     |